# Metaprodukt
Metaprodukt är den upplevelse av en produkt som kompletterar de rena sinnesintrycken, d.v.s. de minnen, erfarenheter, förväntningar och associationer som tillsammans gör den möjlig att förstå och värdera. Metaprodukten omfattar därmed bland annat de associationer och värderingar som tillsammans utgör det upplevda varumärket (eng. brand, inte trademark). Den totala produkten, som vi upplever den, är följaktligen summan av sinnesintrycken från den fysiska produkten och den metaprodukt vi själva bär på eller utvecklar i vårt eget medvetande. Metaprodukter finns därför framför allt i samband med märkesvaror och märkestjänster och kan där bidra med ett betydande socialt värde (status) för köparna och en avgörande vinst för producenten/säljaren. Begreppet introducerades av Carl Eric Linn 1985 i boken Metaprodukten och Marknaden.